# 馬麟 (嘉靖進士)
馬麟（1511年—？年），字子振，四川重慶府巴縣人，軍籍，明朝政治人物。

## 生平
三月二十八日生，行四，治《詩經》，由縣學增廣生中式嘉靖十六年（1537年）丁酉科四川鄉試第十一名舉人，年二十八歲中式嘉靖十七年戊戌科會試第一百八十七名，第三甲第五十三名進士。官至雲南大理府知府。

## 家族
曾祖馬永聰；祖馬政；父馬應祥；母何氏。具慶下。兄馬龍；馬健。